# World Series Major League Baseball
World Series Major League Baseball (raccourci en World Series Baseball) est un jeu vidéo de baseball, développé et édité par Mattel Electronics, sorti sur l'Entertainment Computer System de l'Intellivision en 1983. Il a été l'un des premiers jeux de sport à utiliser de multiples angles de caméra et à présenter une perspective en trois dimensions.
Le titre officiel complet du jeu (en raison des exigences de licence) est World Series Major League Baseball. Il est généralement réduit à World Series Baseball afin de le différencier du précédent jeu de baseball de Mattel Major League Baseball. Après la fermeture de Mattel Electronics, il a également été publié sous le nom Super Series Big League Baseball par Intellivision Inc.

## Développement
Le jeu est écrit par Don Daglow et Eddie Dombrower,.